# Automatische dubbele overwegbomen

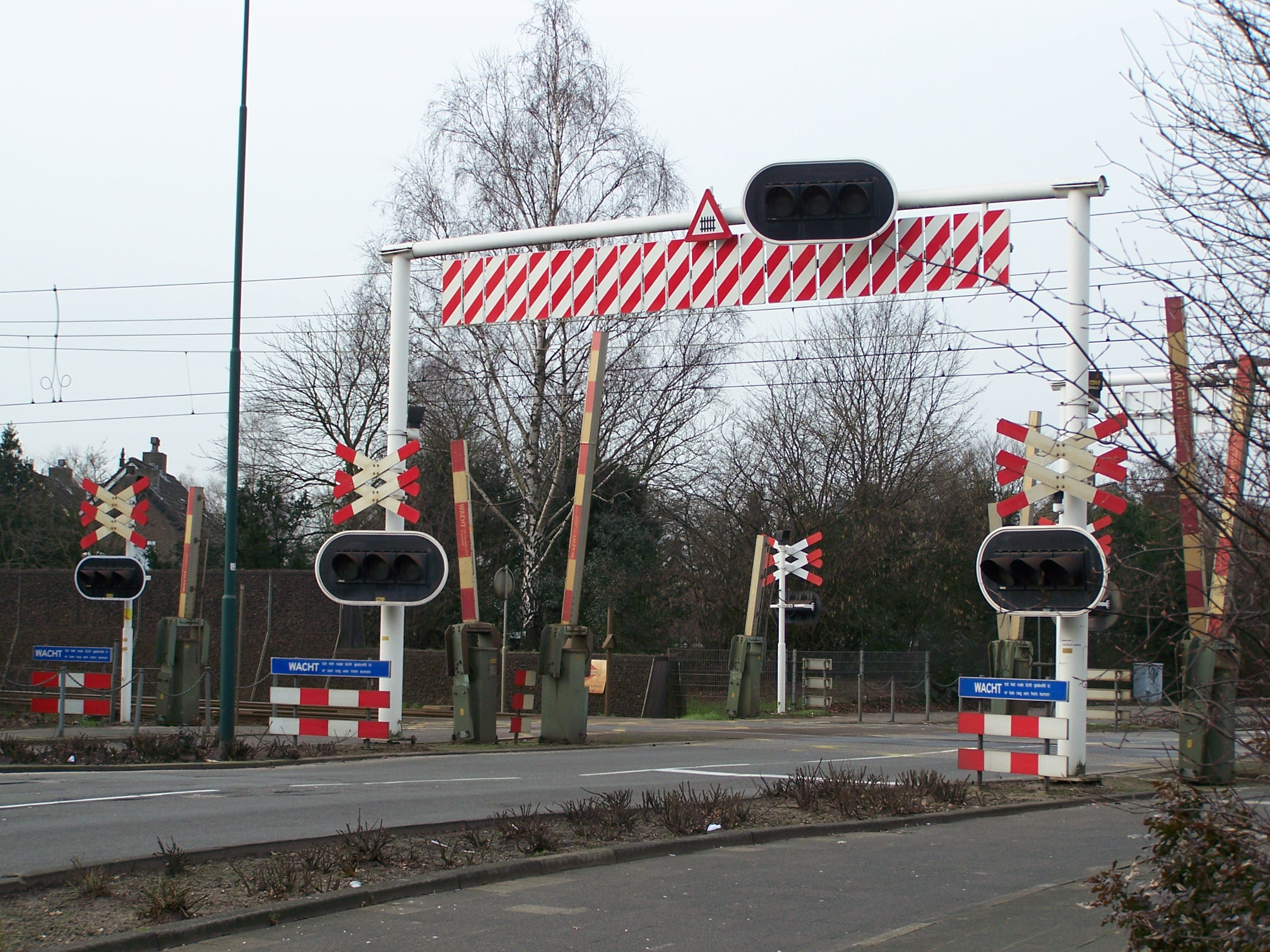
De eerste ADOB-overweg (Leyenseweg, Bilthoven), hier nog met portaal

De Automatische Dubbele OverwegBomen (ADOB) vormen een type actief beveiligde overweg in Nederland. De overweg wordt beveiligd door middel van lichten die gaan knipperen, bellen die gaan rinkelen en spoorbomen die de gehele weg voor het wegverkeer afsluiten als er een trein aankomt, in tegenstelling tot de meer gebruikelijke AHOB, die slechts de helft van de weg afsluit aan beide kanten van het spoor. Er was een ADOB bij station Bilthoven (1999 tot 2011), bij station Diemen (van 2006 tot 2018) en er is er een bij station Almelo de Riet (sinds oktober 2008). De ADOB's werden beveiligd door middel van een radarinstallatie (in een ei-vormig omhulsel) en detectielus, die signaleerde of zich een weggebruiker op de overweg bevond en in dat geval bleven de bomen aan de uitrijzijde geopend. De radar was zeer gevoelig voor vooral stortbuien en dat leidde veelvuldig tot overwegstoringen.
De eerste in Bilthoven in de Leijenseweg werd in 2011 gewijzigd in een AHOB (tot 2015) en in 2017 vervangen door een onderdoorgang. In 2020 ging de Diemense overweg dicht (noodoverweg met AHOB 2019-2023) en werd in 2023 een onderdoorgang geopend. De ADOB was al eerder gesneuveld, nadat op 10 februari 2018 een stilgevallen auto door twee kruisende ICM-treinstellen werd geplet en daarbij het "ei" met radarinstallatie vol raakte. De bomen aan de uitrijzijden bleven gehandhaafd, maar buiten dienst gesteld. De ADOB in Diemen was dindsdien een AHOB.

## Uiterlijk
Aan beide zijden van de weg staat er een steller. Standaard bestaat die uit onder andere de volgende onderdelen:
- 2 verticale palen aan weerszijden van de weg;
- 2 rode lampen die om en om gaan knipperen als een trein nadert;
- Een elektronische bel, die gaat rinkelen als er een trein aankomt.
- 2 spoorbomen, die dalen als er een trein aankomt. Op de bomen zitten drie rode lampjes waarvan de eerste twee met de grote lampen meeknipperen en de toplamp blijft branden.
- Een andreaskruis, dat op openbare wegen aangeeft dat het wegverkeer voorrang aan de trein moet verlenen. Voor één spoorbaan wordt er een enkel andreaskruis gebruikt, voor twee of meer spoorbanen een dubbel andreaskruis.

De bomen van een ADOB sluiten steeds de gehele weg af. Hierdoor kunnen eventueel ingesloten voertuigen niet weg. Om botsingen te vermijden is de overweg uitgerust met een radarsysteem en detectielussen in het wegdek. Als een van deze toestellen ingesloten verkeer waarneemt, gaat de betreffende uitrijboom later dicht, zodat het voertuig nog van de overweg af kan. In de eerste versie kreeg de treinbestuurder aan de ADOB in Bilthoven een noodsein te zien, dat hem een noodremming oplegde, maar in latere versies van de ADOB is die functie weggelaten. Net als bij een AHOB staan de openstaande bomen 15° uit het lood, om onderscheid te maken met rechtopstaande lantaarnpalen.

## Testversies
De ADOB op de Leijenseweg in Bilthoven, aan de kruising met het baanvak Utrecht-Amersfoort was de eerste testversie in Nederland. Later is daar de overweg in Diemen bij gekomen. De bedoeling was te zien of deze beveiliging het aantal ongevallen op overwegen kan terugdringen.
Reeds was de testversie in Bilthoven omgebouwd naar een ADOB NC (Nieuw Concept). In het oude concept bleven de bomen erg lang dicht en werkte de detectie op de overweg ook niet ideaal. In het nieuwe concept waren er vluchtvakken gemaakt (zie onder).

## Speciale opbouw ADOB Bilthoven
De ADOB Bilthoven viel op door zijn speciale opbouw:
- Buiten rode lampen hingen er ook oranje, die 37 seconden voor de passage van de trein enkele seconden brandden, waarna de rode lampen om en om gingen knipperen.
- 2 extra stellers aan weerszijden van de weg, voor voetgangers en fietsers
- Hangwerken onder de bomen voor voetgangers en fietsers.

Eerst had Bilthoven nog een bovenportaal, dat later verwijderd is:
- Tussen de 2 palen aan weerszijden van de weg een dwarslat boven de weg, voor bevestiging van de volgende onderdelen:
  - Een rij losse metalen platen. Als een vrachtwagen te hoog was en de bovenleiding dreigde te raken, zouden de platen gaan rammelen. Ook waren verkeersborden J10 bevestigd.
  - Een extra lampenhouder met 2 rode lampen en 1 oranje lamp.
  - Slagbomen van driehoekig model, met daarop de tekst "Wacht tot het rode licht is gedoofd". Afwijkend dus van het gebruikelijke Amerikaanse model, en ook niet vast aan de palen met lichten.

In het tweede weekend van oktober 2011 is de ADOB in Bilthoven omgebouwd tot een AHOB. Aan beide zijden van de weg was er een voet- en fietspad, dat wel helemaal door spoorbomen wordt afgesloten voor en achter. In elk van de vier hoeken van de overweg was er een rechthoekig vluchtvak voor voetgangers en fietsers, dwars op de weg, buiten het voetpad, met de ingang aan het voetpad, en met aan de andere drie zijden een hek. Wie ingesloten raakte (via de niet afgesloten weghelft van de hoofdrijbaan ontsnappen gaat niet zo snel) kon hier veilig staan. Tussen de bomen en het spoor was ook wel ruimte, maar de vakken boden plaats aan meer personen en zelfs bij gedrang werd men daar niet op het spoor geduwd.